# كونراد الأول
كونراد فرنكونيا (بالألمانية: Konrad I.) ملك ألمانيا، كما يلقب بالشاب ولد (890) وتوفى (... - فايلبورغ، 23 ديسمبر 918، ودفن في فولدا) ومن عام 906 كان دوقاً لفرانكونيا وملكاً على الفرنجة الشرقيين بين عامي 911 و918.